# Brona Ringland
Brona Ringland (* als Brona Conway) ist eine ehemalige irische Squashspielerin.

## Karriere
Brona Ringland war in den 1980er- und 1990er-Jahren auf der WSA World Tour aktiv. Ihre beste Platzierung in der Weltrangliste erreichte sie mit Rang 46 im Juni 1990. Mit der irischen Nationalmannschaft nahm sie 1989, 1990 und 1992 an der Weltmeisterschaft teil, zudem stand sie mehrfach im Kader bei Europameisterschaften. 1988 und 1989 belegte sie mit der Mannschaft bei den Europameisterschaften jeweils den zweiten Platz.
Bei Weltmeisterschaften im Einzel stand Ringland zwischen 1985 und 1992 viermal im Hauptfeld, kam dabei aber nie über die erste Runde hinaus. Am knappsten scheiterte sie 1992 am Einzug in die zweite Runde, als sie Toni Weeks in fünf Sätzen unterlag.

## Erfolge
- Vizeeuropameisterin mit der Mannschaft: 1988, 1989